# Парламентские выборы в Лаосе (1955)
Парламентские выборы в Лаосе 1955 года состоялись 25 декабря. В выборах участвовало 4 политических партии, победу одержала Национальная прогрессивная партия во главе с принцем Суванна Фума, которая получила 22 из 39 мест в национальном собрании. Явка на выборы составила 75,6 %.

## Результаты выборов
| Партия                              | Число голосов | %   | Мест в Национальном собрании | +/-     |
| ----------------------------------- | ------------- | --- | ---------------------------- | ------- |
| Национальная прогрессивная партия   |               | 56  | 22                           | ▲+3     |
| Партия независимости                |               | 18  | 7                            | ▼-это 3 |
| Демократическая партия              |               | 8   | 3                            | ▼-1     |
| Партия национального единства Лаоса |               | 5   | 2                            | ▬0      |
| Независимые                         |               | 13  | 5                            | ▲-1     |
| Признано недействительными          |               | -   | -                            |         |
| Всего                               | 227 841       | 100 | 39                           | 0       |
| Источники: Nohlen и др.             |               |     |                              |         |